# USS Nevada (BB-36)
USS Nevada (BB-36), det tredje fartyget i den amerikanska flottan som namngavs efter delstaten med samma namn, var det första fartyget av Nevada-klassens två slagskepp. Nevada, som sjösattes 1914, var ett språng framåt jämfört med andra dreadnought-slagskepp. Fartyget hade fyra nya egenskaper skulle komma att ingå i nästan alla efterföljande amerikanska slagskepp: tre kanontorn, olja i stället för kol som bränsle, ångturbiner med växellådor för större räckvidd och principen om "allt eller inget"-pansar. Dessa egenskaper gjorde Nevada, tillsammans med sitt systerfartyg Oklahoma, till den amerikanska flottans första slagskepp av "standardtyp".
Nevada tjänstgjorde i båda världskrigen. Under de sista månaderna av första världskriget var Nevada baserad i Bantry Bay på Irland för att skydda konvojer som seglade till och från Storbritannien. Under andra världskriget var hon ett av de slagskepp som befann sig i Pearl Harbor när japanerna attackerade. Nevada var det enda slagskeppet som lyckades fly under attacken, vilket gjorde fartyget till "den enda ljuspunkten i en annars dyster och deprimerande morgon" för USA. Ändå träffades fartyget av en torped och minst sex bomber, vilket tvingade besättningen att borra det skadade fartyget i sank på en korallrev. Fartyget fortsatte att sjunka och gled slutligen av kanten och sjönk till bottnen. Nevada bärgades därefter och moderniserades vid Puget Sound Navy Yard, vilket gjorde att hon kunde eskortera konvojer i Atlanten och ge eldunderstöd vid fem landstigningar (invasionerna av Attu, Normandie, södra Frankrike, Iwo Jima och Okinawa).
I slutet av andra världskriget beslutade flottan att Nevada på grund av sin ålder inte skulle behållas som en del av flottan och hon blev i stället ett målfartyg för atombombsexperimenten vid Bikiniatollen i juli 1946 (Operation Crossroads). Fartyget träffades av explosionen från atombomben Able och blev svårt skadat och radioaktivt. Nevada var olämplig för fortsatt tjänstgöring och togs ur tjänst den 29 augusti 1946 och sänktes den 31 juli 1948 som ett målfartyg.

## Design

Nevadas profil innan hennes ombyggnad 1927

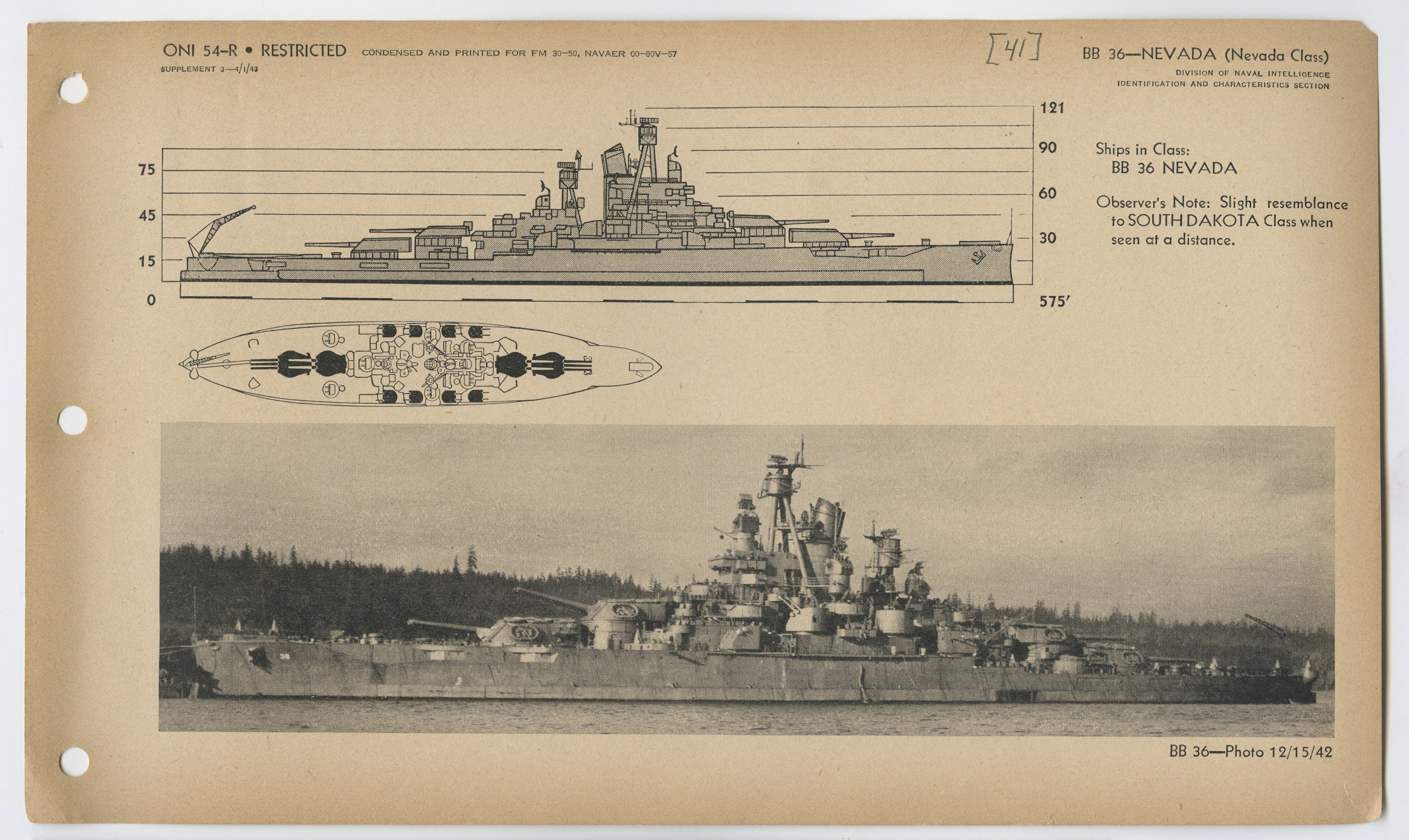
Amerikansk "igenkännings-bild" som visar slagskeppet efter dess reparationer 1942

Som det första i andra generationens slagskepp i den amerikanska flottan har Nevada beskrivits som "revolutionerande" och "lika radikalt som Dreadnought var på sin tid" av historiker. Vid tiden för fartygets färdigställande 1916 anmärkte New York Times att det nya krigsfartyget var "det största [slagskeppet] i världen" eftersom det var så mycket större än andra samtida amerikanska slagskepp: Dess tonnage var nästan tre gånger så stort som den föråldrade pre-dreadnoughten USS Oregon från 1890, nästan dubbelt så stort som Connecticut från 1904 och nästan 8 100 ton tyngre än den första amerikanska dreadnoughten, Delaware, som byggdes bara sju år före Nevada.
Nevada var det första slagskeppet i den amerikanska flottan som hade tre kanontorn, en enda skorsten, och ett oljeeldat maskineri. Användningen av den mer energirika oljan gav fartyget en fördel jämfört med tidigare koleldade fartyg. Nevada var också det första amerikanska slagskeppet med växlade turbiner, vilket bidrog till att minska bränsleförbrukningen och därmed räckvidden jämfört med tidigare direktdrivna turbiner. Möjligheten att kunna färdas långa sträckor utan att bunkra var en viktig fråga för generalstyrelsen vid denna tid. År 1903 ansåg styrelsen att alla amerikanska slagskepp borde ha en minsta räckvidd på 6 000 nautiska mil (11 000 km) så att USA kunde upprätthålla Monroedoktrinen. Ett av huvudsyftena med den stora vita flottan, som seglade runt jorden 1907–1908, var att bevisa för Japan att USA:s flotta kunde "föra en sjökonflikt på japanska hemmavatten". Möjligen som ett resultat av detta var slagskeppen efter 1908 huvudsakligen konstruerade för att "segla 8 000 miles (ca 13 000 km) i marschfart"; med tanke på att avståndet mellan San Pedro, där flottan skulle vara baserad, och Manila, där flottan förväntades behöva slåss enligt krigsplan Orange, var 6 550 nautiska mil (12 130 km), var uthållighet ett stort bekymmer för den amerikanska flottan. Oljan gjorde det också möjligt att minska besättningen i pannrummet - ingenjören på USS Delaware uppskattade att 100 eldare och 112 män för att skyffla kol kunde ersättas av endast 24 man, vilket skulle göra det möjligt att eliminera vissa besättningsutrymmen; detta skulle spara vikt och även minska mängden färskvatten och proviant som fartyget skulle behöva.
Utöver detta hade Nevada tjockt pansar över kritiska områden, som magasin och motorer, och inget på mindre viktiga ställen, även om tidigare slagskepp hade pansar av varierande tjocklek beroende på hur viktigt området det skyddade var. Denna radikala förändring blev känd som "allt eller inget"-principen, som de flesta större flottor senare antog för sina egna slagskepp. Med denna nya pansardesign ökade slagskeppets pansar till 41,1% av deplacementet.
Som ett resultat av alla dessa designändringar från tidigare slagskepp var Nevada det första av den amerikanska flottans slagskepp av "standardtyp". "Standard-fartyg" kännetecknades av att man använde olja som bränsle, att man använde en "allt eller inget"-pansardesign och att huvudbestyckningen var uppdelad i fyra trippel- eller tvillingtorn utan torn på mitten av fartyget. Man ville skapa en flotta med moderna slagskepp som var likartade när det gällde bestyckning, hastighet, vändradie och skydd. Nevada följdes av 11 andra slagskepp av denna typ, även om betydande förbättringar gjordes i efterföljande konstruktioner i takt med att flottans teknik snabbt utvecklades. Ytterligare sju slagskepp av standardtyp (USS Washington (BB-47) och de sex South Dakota-klass slagskeppen) färdigställdes aldrig på grund av Washingtonfördraget.
De två slagskeppen i Nevada-klassen var praktiskt taget identiska utom i fråga om maskineri. Nevada och hennes systerfartyg var utrustade med olika motorer: Oklahoma fick äldre vertikala trippelexpansionsmotorer, som hade visat sig vara mer bränsleeffektiva och tillförlitliga än de direktdrivna turbinerna i vissa tidigare slagskepp, medan Nevada fick växlade Curtis-ångturbiner.

## Konstruktion och tester

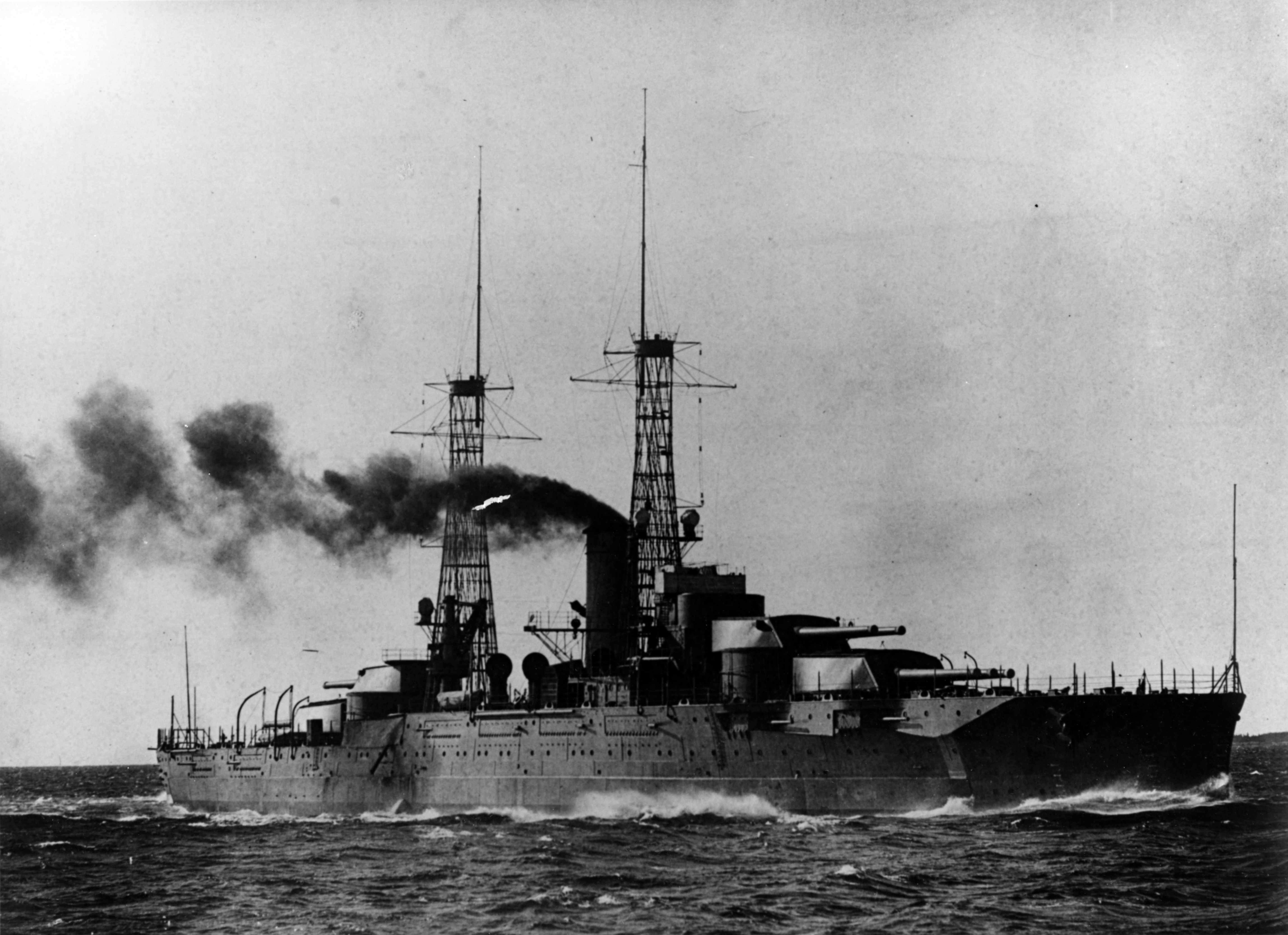
Nevada under ett av sina sjötester, tidigt 1916

Nevadas beställning godkändes av kongressen den 4 mars 1911. Kontraktet gick till Fore River Shipbuilding Company den 22 januari 1912 för totalt 5 895 000 dollar (exklusive pansar och beväpning), och byggtiden skulle ursprungligen vara 36 månader. Den 4 november 1912 kölsträcktes Nevada och den 12 augusti 1914 var fartyget till 72,4% färdigt. Nevada sjösattes den 11 juli 1914; hon sponsrades av miss Eleanor Anne Seibert, brorsdotter till Nevadas guvernör Tasker Oddie och ättling till den förste marinministern Benjamin Stoddert. Vid sjösättningen deltog flera framstående regeringsmedlemmar, bland andra guvernör Oddie, guvernör David I. Walsh från Massachusetts, senator Key Pittman från Nevada, marinminister Josephus Daniels och biträdande marinminister Franklin D. Roosevelt, som senare skulle bli USA:s 32:a president.
Nevada fick sedan genomgå många olika tester innan hon togs i drift för att se till att fartyget uppfyllde villkoren i det ursprungliga kontraktet. Dessa började den 4 november 1915, då fartyget genomförde en tolv timmar lång kryssning "upp och ner längs New Englands kust" och nådde en toppfart på 21,4 knop (39,6 km/h). Testresultaten var positiva: slagskeppets oljeförbrukning var 6 lb (ca 2,7 kg) per knop lägre än vad kontraktet hade krävt. Ett annat test genomfördes under 12 timmar i 15 knop (28 km/h), med ett ännu bättre resultat: 10 lb (ca 4,5 kg) per knop lägre än kontraktets specifikationer. Efter att ha genomfört dessa tester utanför Rockland, Maine, seglade Nevada till varven i Boston och New York för att utrustas. När alla förberedelser var slutförda togs Nevada i bruk den 11 mars 1916 vid Charlestown Navy Yard, och William S. Sims blev det nya fartygets första kapten, följt av Joseph Strauss den 30 december 1916.

## Första världskriget
Efter att ha utrustats på varven i Boston och New York anslöt sig Nevada till Atlantflottan i Newport, Rhode Island den 26 maj 1916. Före USA:s inträde i första världskriget genomförde hon många utbildningskryssningar och övningar från sin bas i Norfolk, Virginia, och seglade så långt söderut som till Västindien under dessa resor. USA gick in i kriget i april 1917, men Nevada skickades inte till andra sidan Atlanten på grund av bristen på eldningsolja i Storbritannien. Istället lämnade fyra koleldade slagskepp från den nionde slagskeppsdivisionen (USS Delaware, Florida, Wyoming och New York) USA för att ansluta sig till den brittiska Grand Fleet den 25 november 1917. De anlände den 7 december och utsågs till Grand Fleets sjätte stridsskvadronen. Texas anslöt sig till dem efter att skadorna efter en grundstötning på Block Island hade reparerats; hon avgick den 30 januari och anlände till Skottland den 11 februari. Det dröjde ända till den 13 augusti 1918 innan Nevada, som då stod under befäl av Andrew T. Long (14 februari; 1918 - 14 oktober 1918), lämnade USA för Storbritannien.
Efter en tio dagar lång resa anlände hon till Berehaven på Irland den 23 augusti. Tillsammans med USS Utah och hennes systerskepp Oklahoma fick de tre fartygen smeknamnet "Bantry Bay-skvadronen"; officiellt var de den sjätte slagskeppsdivisionen under befäl av konteramiral Thomas S. Rodgers, som valde Utah som sitt flaggskepp. Under resten av kriget opererade de tre fartygen från bukten och eskorterade konvojerna på väg till de brittiska öarna för att säkerställa att inga tyska tunga ytfartyg kunde smita förbi den brittiska flottan och anfalla handelsfartyg och deras svaga eskort av äldre kryssare.

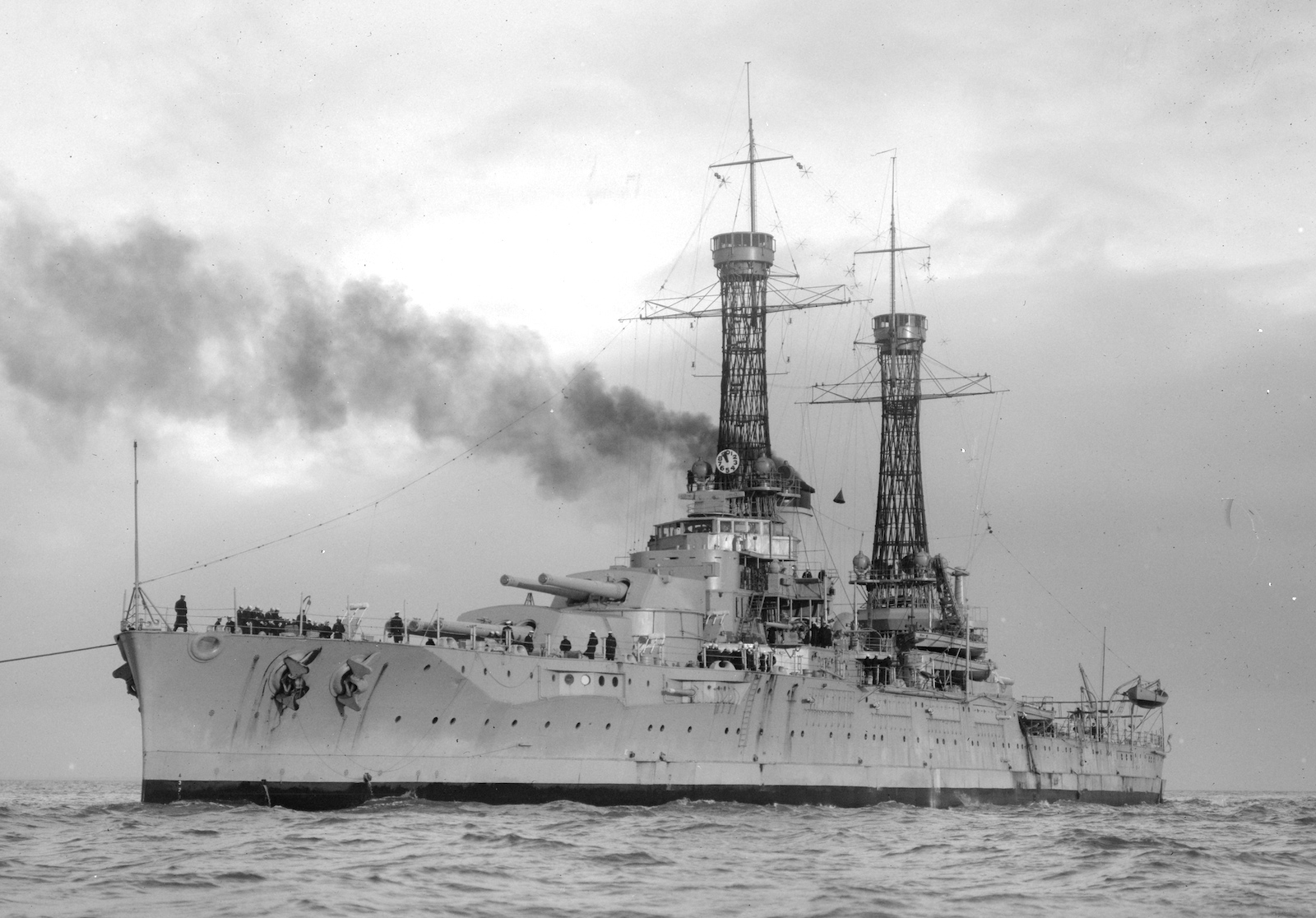
USS Nevada under hennes besök till Australien, 1925

Den 13 december eskorterade 10 slagskepp, däribland Nevada, och 28 jagare oceanångaren George Washington med president Woodrow Wilson ombord till Brest i Frankrike under den sista dagen av Wilsons resa till landet för att delta i fredskonferensen i Paris. Flottiljen mötte George Washington och hennes eskortfartyg (Pennsylvania och fyra jagare) strax utanför Brest och eskorterade dem in i hamnen. De tio slagskeppen seglade hemåt klockan 14.00 nästa dag, den 14 december.

## Mellankrigstiden

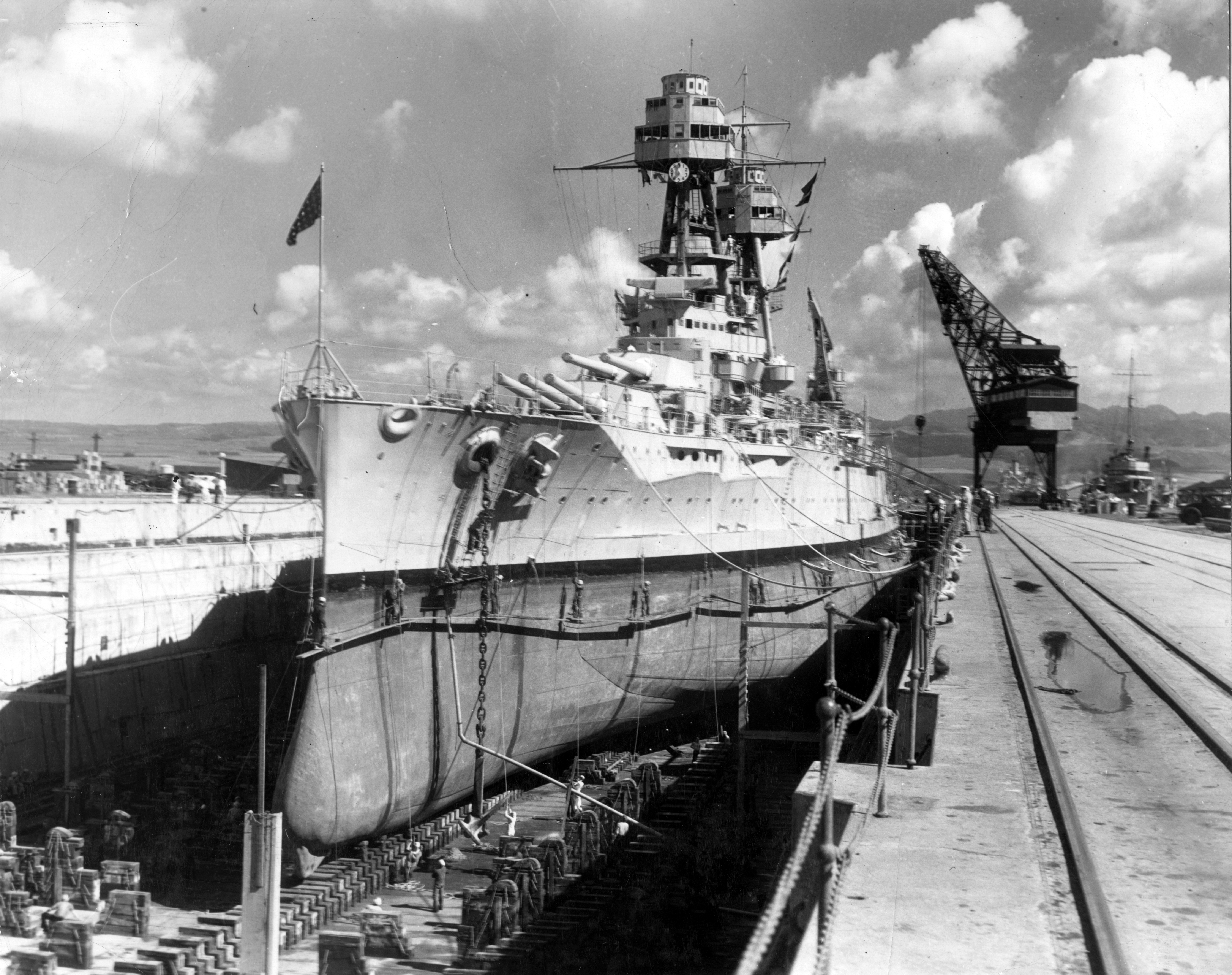
Nevada torrdockad i Pearl Harbor 1935

Mellan de två världskrigen tjänstgjorde Nevada i både Atlant- och Stillahavsflottan under Thomas P. Magruder (8 maj 1919-23 oktober 1919) och William Dugald MacDougall (23 oktober 1919-4 maj 1920). Även om hon ursprungligen hade utrustats med 21 stycken 12,7 cm/51 kanoner för att försvara sig mot fientliga jagare, reducerades detta antal till 12 år 1918, på grund av att de övriga nio kanonernas alltför utsatta positioner i fören och aktern tog in vatten.
Nevada, då under befäl av Luke McNamee (4 maj 1920-19 september 1921), och slagskeppet Arizona representerade USA vid det peruanska firandet av hundra års självständighet i juli 1921. Ett år senare, med Douglas E. Dismukes (11 oktober 1921 - 30 december 1922) som befäl, och i sällskap med USS Maryland denna gång, återvände Nevada till Sydamerika som eskort till fartyget Pan America med utrikesminister Charles Evans Hughes ombord; de deltog alla i den brasilianska självständighetens hundraårsjubileum i Rio de Janeiro, som firades 5-11 september 1922. I slutet av 1922 fick John M. Luby (30 december 1922 - 7 september 1924) överta befälet. Tre år senare, då under befäl av David W. Todd (7 september 1924 - 11 juni 1926), deltog Nevada i den amerikanska flottans "goodwillkryssning" till Australien och Nya Zeeland, från juli-september 1925. Under denna kryssning hade fartygen endast begränsade möjligheter till bunkring, men de tog sig ändå till Australien och tillbaka utan större svårigheter. Detta visade Japan att den amerikanska flottan hade förmågan att genomföra operationer över Stilla Havet och möta den kejserliga japanska flottan i deras hemmavatten, där både japanska och amerikanska krigsplaner förväntade sig att det "avgörande slaget" skulle utkämpas, om det skulle komma.
Efter kryssningen moderniserades Nevada, med Clarence S. Kempff (11 juni 1926 - 20 september 1927) som befälhavare, på Norfolk Navy Yard mellan augusti 1927 och januari 1930. Hilary H. Royall (14 januari 1928 - 12 juli 1930) tog över befälet under denna period. Arbetet med fartyget innebar bland annat att hennes "korgmaster" byttes ut mot trippelmaster och att hennes ångturbiner byttes ut mot turbiner från det nyligen avskrivna slagskeppet North Dakota. Dessa var växlade turbiner som hade installerats i efterhand på North Dakota 1917 och ersatte hennes ursprungliga direktdrivna turbiner för att öka hennes räckvidd. Dessutom gjordes många olika anpassningar och tillägg: Hennes huvudkanoners högsta elevation höjdes till 30° (vilket ökade kanonernas räckvidd från 21 000 meter till 31 100 meter), torpedskott lades till, hennes 12 ursprungliga Yarrowpannor ersattes med 6 effektivare Bureau Express-pannor i ett nytt arrangemang, Två katapulter lades till för tre Vought O2U-3 Corsair spaningsflygplan, 12,7 cm/25 allmålskanoner lades till, en ny överbyggnad installerades och hennes 12,7 cm/51 cal sekundärbatteri flyttades till ett nytt arrangemang som liknade det i New Mexico-klassen. Nevada tjänstgjorde sedan i Stillahavsflottan under de följande elva åren. Under denna tid kommenderades hon av John J. Hyland (12 juli 1930 - 30 april 1932), William S. Pye (30 april 1932 - 4 december 1933), Adolphus Staton (4 december 1933 - 25 juni 1935), Robert L. Ghormley (25 juni 1935 - 23 juni 1936), Claude B. Mayo (23 juni 1936 - 2 oktober 1937), Robert Alfred Theobald (2 oktober 1937 - 10 maj 1939) och Francis W. Rockwell (10 maj 1939 - 4 juni 1941).

## Andra världskriget

### Attacken mot Pearl Harbor

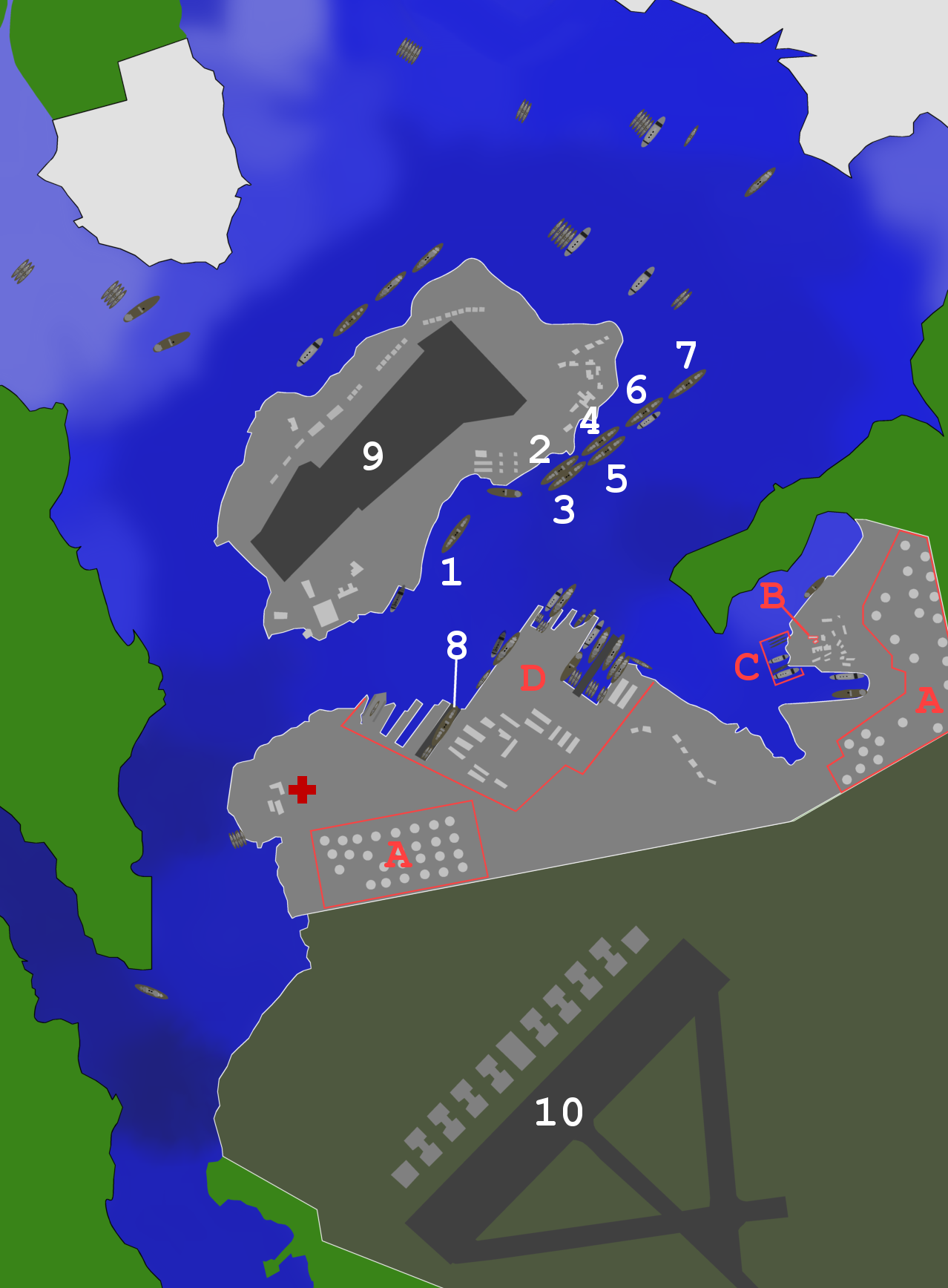
Karta som visar hamnanläggningarnas och olika fartygs position under attacken. USS Nevada är fartyg nummer 7

Den 6 december 1941 var alla slagskepp i Stillahavsflottan i hamn för första gången sedan den 4 juli. Normalt sett turades de om att tillbringa tid i hamn: sex skulle vara ute med viceamiral William S. Pyes slagskeppsstyrka en helg, medan nästa helg skulle tre vara ute med viceamiral William Halsey, Jr.:s hangarfartygsgrupp. Men eftersom Halsey inte ville blanda de långsamma slagskeppen med sina snabba hangarfartyg på sin språngmarsch för att förstärka Wake Islands marinkårsförband med jaktplan och eftersom det var Pyes tur att vila i hamn och hamnen ansågs säker, så befann sig alla slagskeppen där den morgonen. När solen gick upp den 7 december spelade skeppsorkestern "Morning Colors"; men sedan dök flygplan upp vid horisonten och attacken mot Pearl Harbor började.
Nevada var inte förtöjd vid sidan av ett annat slagskepp utanför Ford Island och kunde därför manövrera, till skillnad från de andra sju slagskeppen. Kommendör Francis W. Scanland (4 juni 1941 - 15 december 1941), var ej på fartyget när attacken inleddes. När Nevadas kanoner öppnade eld och hennes maskinister började höja ångtrycket exploderade en 46 cm typ 91 Mod 2-torped mot spant nummer 41 cirka 4,3 meter ovanför kölen klockan 0810. Sekunderna senare sköts samma Kate torpedflygplan som släppte torpeden ner av Nevada. Torpedskyddet höll, men läckage genom fogar orsakade översvämning av babords sidoavdelningar under det första plattformsdäcket mellan spanten 30 och 43 och en slagsida på 4-5°. Besättningen korrigerade slagsidan med pumparna och Nevada kom i gång kl. 0840, hennes skyttar hade redan skjutit ner fyra plan.
Nevada anfölls av japanska Aichi D3A "Val" störtbombplan under den andra vågen. De japanska piloterna hade för avsikt att sänka henne i kanalen, förmodligen för att blockera hamnen. Taktiskt sett var målvalet fel eftersom de 14-18 störtbombplan som attackerade henne inte skulle kunna sänka ett slagskepp med 250 kg bomber och kanalens bredd på 3 700 meter gjorde det omöjligt att blockera hamnen. När hon tog sig förbi Ten-Ten-dockan omkring kl. 09:50 träffades Nevada av fem bomber. En exploderade över besättningens pentry vid spant nummer 80. En annan träffade babords eldledningsplattform och exploderade vid basen av stapeln på övre däck. Ytterligare en träffade nära torn nr 1 inombords och sprängde stora hål i över- och huvuddäck. Två träffade fördäck nära spant nr. 15; den ena passerade ut genom sidan av andra däcket innan den exploderade, men den andra exploderade inne i fartyget nära dess flygbensintank; läckage och ångor från denna tank orsakade intensiva bränder runt om i fartyget.
Bensinbränderna som blossade upp runt torn 1 kunde ha orsakat mer kritiska skador om huvudmagasinen inte hade varit tomma. Under flera dagar före attacken hade alla slagskepp med 35,6 cm kanoner ersatt sina standard projektiler med en ny tyngre projektil som erbjöd större penetrationsförmåga och en större sprängladdning i utbyte mot en liten minskning av räckvidden. Alla äldre projektiler och krutladdningar hade avlägsnats från Nevadas magasin, och besättningen hade tagit en paus efter att ha laddat de nya projektilerna i väntan på att ladda de nya krutladdningarna.

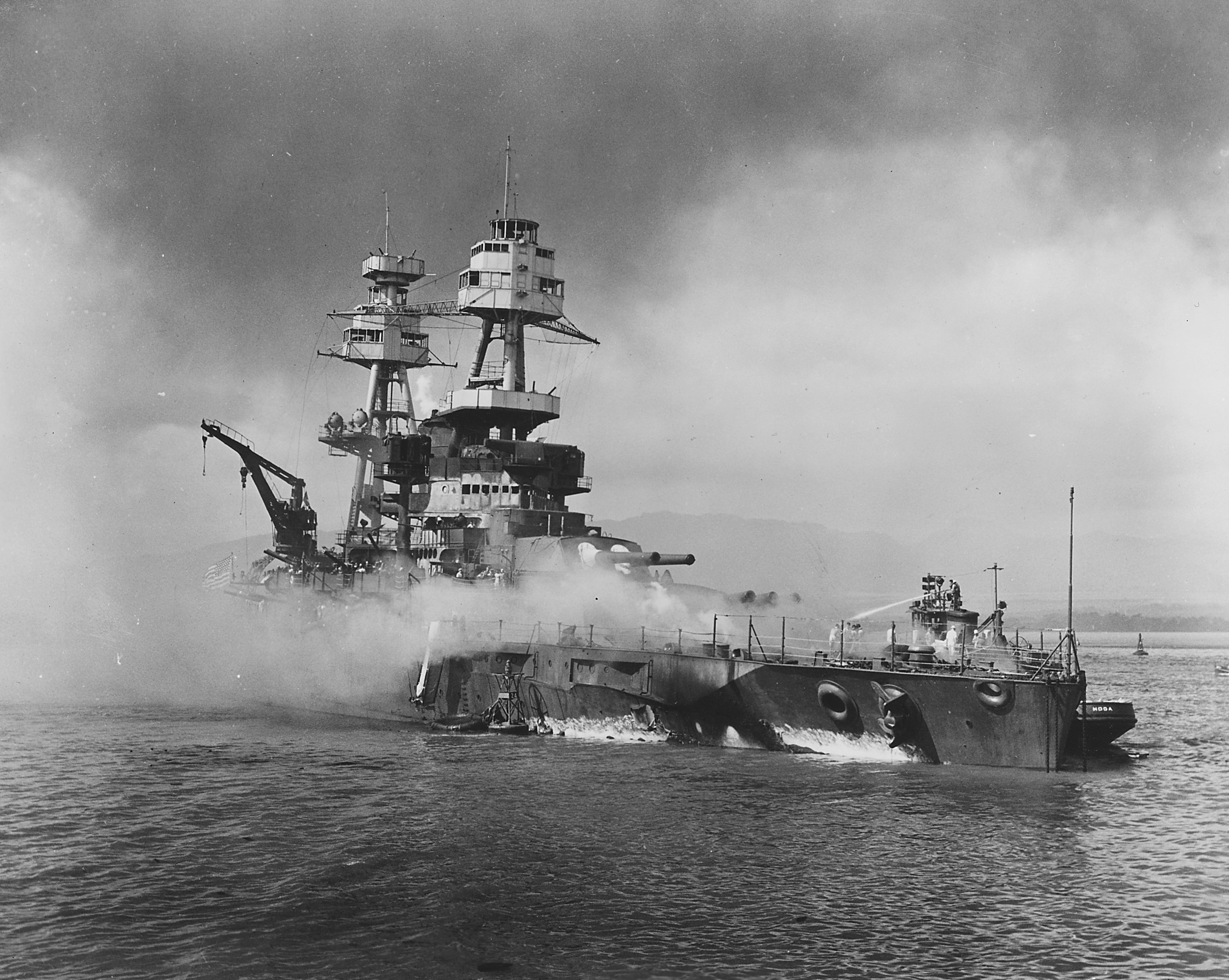
Nevada strandad vid Hospital Point

När bombskadorna började påverka fartyget beordrades Nevada att segla till den västra sidan av Ford Island för att förhindra att hon skulle sjunka på djupare vatten. Istället grundstöttes hon utanför Hospital Point klockan 10:30, med hjälp av bogserbåtarna Hoga och Avocet, även om hon lyckades skjuta ner ytterligare tre plan innan hon gick på grund. Bensinbränder hindrade skadekontrollgrupper från att begränsa översvämningar framför det huvudsakliga torpedskyddet. Översvämning av huvudmagasinet och motöversvämningen för att hålla fartyget stabilt sänkte fören vilket gjorde att vatten kunde komma in i fartyget på andra däckets nivå. Bristen på vattentäta skott mellan andra och huvuddäck från spant 30 till spant 115 gjorde att vatten som trängde in genom bombhål i fördäck kunde strömma akterut genom fartygets ventilationssystem och översvämma generator- och pannrummen.
Under förmiddagen räknades det till totalt 60 döda och 109 sårade. Ytterligare två män dog ombord under bärgningsarbetet den 7 februari 1942 när de överväldigades av svavelväte från ruttnande papper och kött. Fartyget träffades av minst sex bomber och en torped, men "det är möjligt att så många som tio bomber träffade, [...] eftersom vissa skadade områden var tillräckligt stora för att indikera att de hade träffats av mer än en bomb".

### Attu

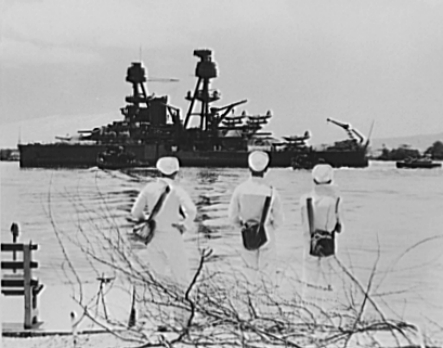
Nevada lämnar Pearl Harbor i april 1942

Den 12 februari 1942, nu med kapten Harry L. Thompson (15 december 1941-25 augusti 1942) som befälhavare, bärgades Nevada och genomgick tillfälliga reparationer i Pearl Harbor så att hon kunde ta sig till Puget Sound Navy Yard för större reparationer och modernisering. Under befäl av kapten Howard F. Kingman (25 augusti 1942 - 25 januari 1943) slutfördes sedan översynen i oktober 1942, och den förändrade det gamla slagskeppets utseende så att hon på avstånd något liknade ett South Dakota-klass slagskepp.
Hennes 12,7 cm/51 och 12,7 cm/25 kanoner ersattes med sexton kanoner i kaliber 12,7 cm/38 i nya dubbelfästen. Nevada, med kapten Willard A. Kitts (25 januari 1943-21 juli 1943) som befälhavare, seglade sedan till Alaska, där hon gav eldunderstöd från den 11 till den 18 maj 1943 för att erövra Attu. Nevada avgick sedan till Norfolk Navy Yard i juni för ytterligare modernisering.

### Invasionen i Normandie
Efter att ha färdigställts i mitten av 1943 började Nevada eskortera konvojer över Atlanten. Gamla slagskepp som Nevada följde med många konvojer över Atlanten för att skydda dem mot tyska kryssare eller slagskepp.
Efter att ha genomfört fler konvojturer satte Nevada kurs mot Storbritannien för att förbereda sig för invasionen i Normandie och anlände i april 1944, med kapten Powell M. Rhea 21 juli 1943 - 4 oktober 1944) som befälhavare. Hennes spaningspiloter var tillfälligt tilldelade VOS-7 som flög Spitfires från RNAS Lee-on-Solent.

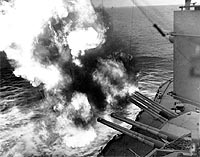
Nevadas främre 35,6 kanoner beskjuter mål på Utah Beach

Hon valdes till konteramiral Morton Deyos flaggskepp för operationen. Under invasionen stödde Nevada styrkorna landstyrkorna från den 6-17 juni och igen den 25 juni; under denna tid använde hon sina kanoner mot försvaret på Cherbourghalvön. Hon besköt mål så långt bort som 31 km inåt land i försök att bryta upp tyska koncentrationer och motattacker.
Nevada fick senare beröm för sin "otroligt exakta" eldgivning till stöd för belägrade trupper, eftersom vissa av de mål hon träffade låg bara 550 meter från frontlinjen. Nevada var det enda slagskeppet som var närvarande både vid Pearl Harbor och vid landstigningen i Normandie.

### Södra Frankrike
Efter D-dagen planerade de allierade ett nytt amfibieanfall i södra Frankrike, med kodnamnet Operation Dragoon. För att stödja detta skickades fartyg från Normandie till Medelhavet, bland annat fem slagskepp (USA:s Nevada, Texas, Arkansas, brittiska Ramillies och franska Lorraine), tre amerikanska tunga kryssare (Augusta, Tuscaloosa och Quincy), och flera jagare och landstigningsfartyg.

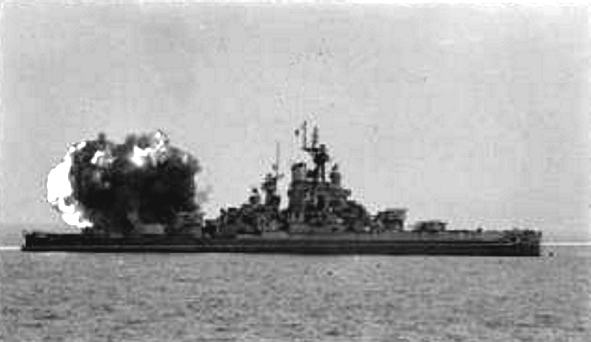
Nevada ger eldunderstöd under Operation Dragoon

Nevada stödde operationen från den 15 augusti till den 25 september 1944 och "duellerade" med "Big Willie": en kraftigt förstärkt fästning med fyra 34 cm kanoner i två dubbeltorn. Dessa kanoner hade bärgats från det franska slagskeppet Provence efter att den franska flottan hade borrats i sank Toulon; kanonerna hade en räckvidd på nästan 19 nautiska mil (35 km) och de kontrollerade varje infart till Toulons hamn. Dessutom var de förstärkta med tunga pansarplåtar som var inbäddade i de klippiga sidorna av ön Saint Mandrier. På grund av det beordrades de eldunderstödsfartyg som tilldelats operationen att neutralisera fästningen. Från och med den 19 augusti och under de följande dagarna besköt ett eller flera tunga krigsfartyg fästningen tillsammans med flygbombningar på låg nivå. Den 23:e påbörjades ett bombardemang ledd av Nevada mot fortet under en 6½ timme lång strid, där Nevada avfyrade 354 salvor. Toulon föll den 25:e, men fortet höll ut i ytterligare tre dagar.
Nevada seglade sedan till New York för att få sina kanonrör reparerade. Dessutom ersattes de tre 35,6 cm/45 kanonerna i torn 1 med Mark 8-kanoner som tidigare funnits på Arizona och som var under reparation vid tiden för attacken mot Pearl Harbor.

### Iwo Jima, Okinawa och Japan

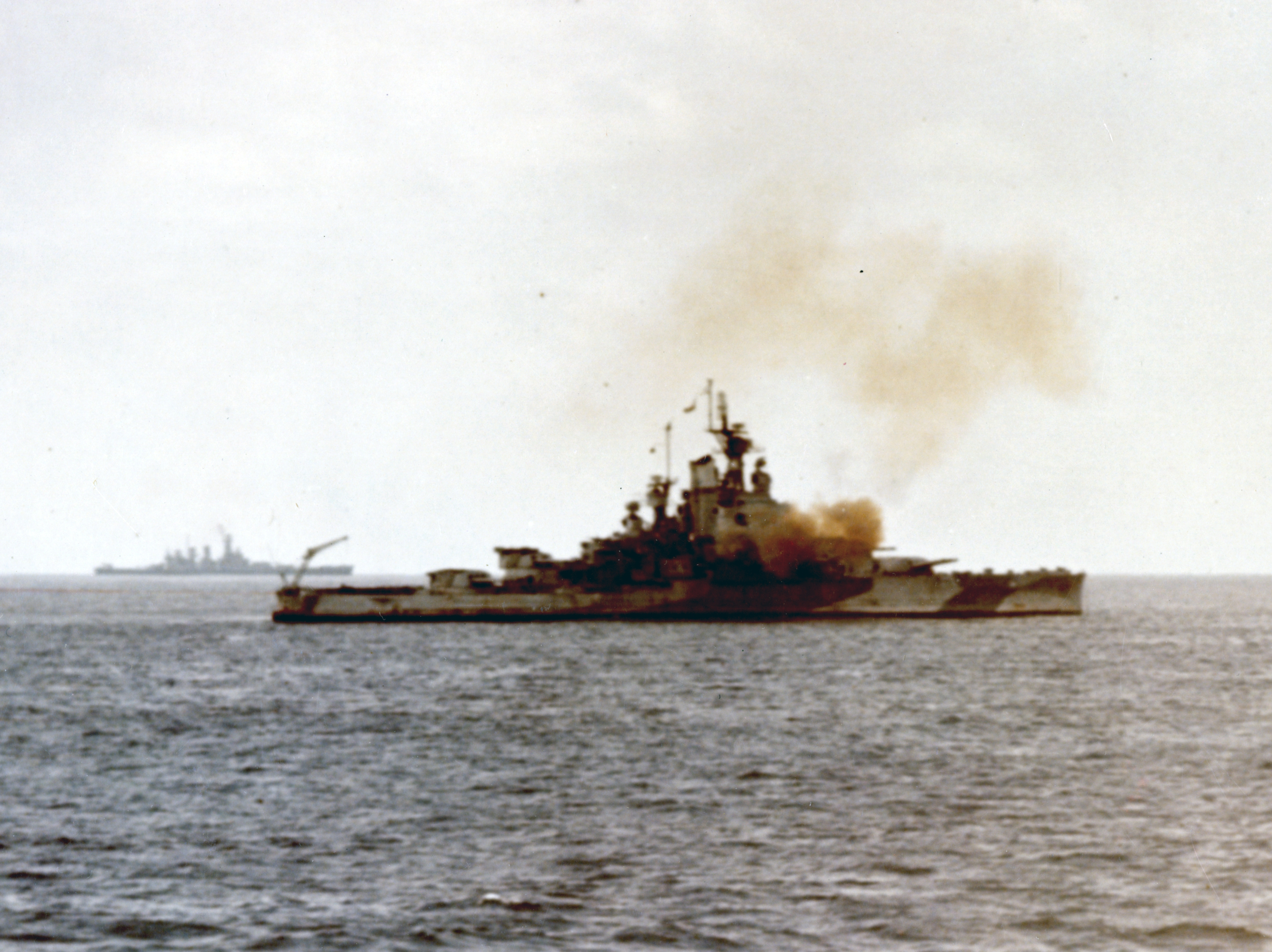
Nevada beskjuter Iwo Jima den 19 februari 1945

Efter renoveringen och under befäl av kapten Homer L. Grosskopf (4 oktober 1944-28 oktober 1945) seglade hon till Stilla havet och anlände till Iwo Jima den 16 februari 1945. Under invasionen flyttade hon sig till att befinna sig inom 550 meter från kusten för att ge effektivt eldunderstöd till de framryckande trupperna.
Den 24 mars 1945 anslöt sig Nevada till Insatsstyrka 54, "eldunderstödsstyrkan", utanför Okinawa när beskjutningen inleddes inför slaget om Okinawa. Fartygen i styrka 54 satte sig sedan i position natten till den 23:e och inledde sitt bombardemang i gryningen den 24:e. Tillsammans med resten av styrkan besköt Nevada japanska flygfält, kustförsvar, förrådsdepåer och truppkoncentrationer. Efter att eldunderstödsfartygen dragit sig tillbaka för natten "kom gryningen som åska" när sju kamikaze-flygplan attackerade styrkan medan den var utan luftunderstöd. Ett plan, som visserligen träffades upprepade gånger av luftvärnseld från styrkan, kraschade på Nevadas huvuddäck, intill torn nr 3. Det dödade 11 personer och sårade 49. Det slog också ut båda 35,6 cm kanonerna i det tornet och tre 20 mm luftvärnskanoner. Fram till den 30 juni var hon stationerad utanför Okinawa; därefter avgick hon för att ansluta sig till 3:e flottan från den 10 juli till den 7 augusti, vilket gjorde att Nevada var nära de japanska hemöarna under krigets sista dagar, även om hon inte besköt dem.

## Efterkrigstiden
Nevada återvände till Pearl Harbor med sin sista befälhavare, kapten Cecil C. Adell (28 oktober 1945-1 juli 1946), efter att en kort tid deltagit i ockupationen av Tokyobukten. Nevada besiktigades och ansågs vid 32⅓ års ålder vara för gammal för att behållas i efterkrigsflottan. Som ett resultat av detta utsågs hon till att vara ett målfartyg i de första atomexperimenten på Bikiniatollen (Operation Crossroads) i juli 1946. Experimentet bestod i att detonera två atombomber för att testa deras effektivitet mot fartyg. Nevada var bombernas måltavla för det första testet, med kodnamnet "Able". För att hjälpa till att skilja målet från omgivande fartyg målades Nevada röd-orange. Men även med den väl synliga färgsättningen föll bomben cirka 1 600 meter utanför målet och exploderade istället ovanför attacktransportfartyget Gilliam. Till viss del tack vare missen klarade sig Nevada. Fartyget höll sig också flytande efter det andra testet - "Baker", en detonation cirka 27 meter under vattenytan - men var skadat och extremt radioaktivt. Nevada bogserades senare till Pearl Harbor och togs ur bruk den 29 augusti 1946.
Efter att hon hade undersökts noggrant använde Iowa och två andra fartyg Nevada som övningsmål 105 km sydväst om Pearl Harbor den 31 juli 1948. Nevada sänktes inte av kanonelden, så en torped avfyrades från ett flygplan för att slutligen sänka fartyget.